# De Hoop (Elen)
De Hoop is een stellingmolen in Elen, een deelgemeente van de Belgische gemeente Dilsen-Stokkem.

## Geschiedenis
De molen werd gebouwd in 1870 door Theodore Smeets en Sofia Beunen. De molen vermaalde voornamelijk graan en men kon er haver pletten.
Nadat de molen diverse eigenaars heeft gekend, werd ze in 1968 stilgelegd. Ze kon de concurrentie met door elektriciteit aangedreven graanmolens niet meer aan. In 1978 werd ze beschermd als monument. Niettemin raakte ze in verval. In 1990 beschadigde een storm de molenkap zwaar.
Sinds 2001 is Dirk Peusens de eigenaar. Hij gaf de molen in erfpacht aan vzw Windmolen De Hoop, welke ijverde voor de restauratie ervan. In afwachting van de restauratie werd ze ontdaan van het zwaar beschadigde gevlucht en kap. Vervolgens vond -in een drietal fasen- de restauratie plaats. De gaanderij en de romp werden opnieuw opgemetseld. Van 2008-2009 werd uiteindelijk het binnenwerk, de kap en het gevlucht weer hersteld. In augustus 2010 werd de molen weer in bedrijf gesteld.
Het bijgebouw, vroeger gebruikt als woning, stalling voor dieren en als opslagruimte, kreeg nu een nieuwe educatieve en toeristische functie.

## Het belang van de molen
De Hoop is een unieke molen omdat ze een belangrijke rol speelde in de ontwikkeling van de windmolens van Vlaanderen en Nederland. Molenbouwer Chris Van Bussel testte er in 1933 een nieuw type wieksysteem uit. Dit nieuwe stroomlijnprofiel werd uiteindelijk toegepast bij ruim 300 molens in Nederland, België en Duitsland.
Ook de kenmerkende hoge, Oost-Vlaamse, kap ziet men in deze streken weinig.
De molen is gebouwd op een achthoekig gemetselde gaanderij; ook dat maakt de molen uitzonderlijk. Ze is een van de laatste molens in Vlaanderen die een dominante positie in het landschap opeist.
- Inventaris van het Bouwkundig Erfgoed (Vlaanderen): 71387